# Schizotheca aviculifera
Schizotheca aviculifera är en mossdjursart som beskrevs av Canu och Bassler 1925. Schizotheca aviculifera ingår i släktet Schizotheca och familjen Phidoloporidae. Inga underarter finns listade i Catalogue of Life.